# 劉容嘉
劉 容嘉（リウ・ロンシア、英文名：Candice、芸名：容嘉、1983年7月20日 - ）は、台湾の芸能人である。
台北市立和平高校（第五期）を経て、国立台湾芸術大学テレビ学科を卒業。高校時代には我猜我猜我猜猜猜の「校花捜査線」（ミスキャンパスを探すコーナー）に出演した。芸能界デビュー後には、channel Vの音楽ヒットチャート番組『音樂飆榜』の司会を務める。
模范棒棒堂第一期の一員である祿は実弟。

## 出演

### ドラマ
- 2005年　惡作劇之吻（邦題：イタズラなKiss〜惡作劇之吻〜）（原作 : 多田かおる『イタズラなKiss』）（八大電視台）－ 劉雅儂（小森じん子）役
- 2007年　惡作劇2吻（邦題：イタズラなKissⅡ〜惡作劇2吻〜）（原作 : 多田かおる『イタズラなKiss』）（八大電視台）－ 劉雅儂（小森じん子）役

### 司会
- 超愛美小姐（三立都會台）